# アレクサンデル・リング
アレクサンデル・リング（フィンランド語: Alexander Ring、1991年4月9日 - ）は、フィンランドのサッカー選手。オースティンFC所属。ポジションはMF。

## クラブ歴

### 幼年時代
ヘルシンキで生まれたが3歳の時にドイツのボンに家族で移住。その後はドイツやベルギーで育った。サッカー選手としてはフィンランドに家族で戻る2008年までバイエル・レバークーゼンの下部組織で育った。

### HJK
2009年にクルビ04に加入し、2010年にHJKヘルシンキに移籍し8月にプロ契約を果たす。しかし、残りのシーズンをHJKで過ごす事はなく、タンペレ・ユナイテッドにレンタル移籍して過ごした。翌2011シーズンはHJKに復帰し、スターティングメンバーに名を連ねるようになった。
9月26日には2015年までHJKとの契約を延長した。その他方で、ブンデスリーガに所属するボルシア・メンヒェングラートバッハが約100万ユーロで彼との契約を狙っているとの噂が専らであった。

### ボルシア・メンヒェングラートバッハ
2012年1月5日にはそのボルシア・メンヒェングラートバッハが彼を2012-13シーズン終了後の買取オプション付きで1年半のレンタル移籍が為される事が決定した。同年3月10日のSCフライブルク戦で初出場、UEFAチャンピオンズリーグ 2012-13予選のディナモ・キエフ戦で移籍後初得点。しかし出場機会はあまり多くなく2013年2月には買取オプションを行使しない事が発表された。

### カイザースラウテルン
2013年6月、2.ブンデスリーガの1.FCカイザースラウテルンと契約。クラブは移籍金を明らかにしていないが、報じられるところによるとカイザースラウテルンはHJKに50万ユーロを支払ったとされる。フランコ・フォーダ監督の下起用されていたが、9月に同監督が解任されるとポジションを確保するのが難しくなったが、DFBポカールのバイエル・レバークーゼン、FCバイエルン・ミュンヘン戦でスターティングイレブンに名を連ね、再びポジションを確保するようになった。2014年8月のSVザントハウゼン戦で初得点。フォルトゥナ・デュッセルドルフとのホームゲームで膝を負傷し長期離脱を強いられたが、2014-15シーズンは24試合6得点と彼にとって最高のシーズンとなった。翌シーズンは彼自身も小さな怪我に苦しみ、ヘッドコーチも変わったため、躍進とはならなかった。2017年1月には財政的な事情から契約満了前に売却となった。

### ニューヨーク・シティFC
2017年1月末日を以てカイザースラウテルンは彼をニューヨーク・シティFCに売却、3月5日のメジャーリーグサッカー、オーランド・シティSC戦で初出場。

### オースティンFC
2020年12月17日、オースティンFCに加入する事が発表された。

## 代表歴
年代別代表にはU-17からU-21まで選出されていた。2011年3月に行われたフィンランド・リーグカップやヴェイッカウスリーガでの活躍がA代表監督に新たに就任したミクス・パーテライネンの目に留まり、同年5月に代表に招集された。6月7日に行われたUEFA EURO 2012予選・グループE・スウェーデン代表戦で初出場を飾ったが、5-0で敗北という惨憺たる結果であった。10月11日にはフィンランドのスター選手であるロマン・エレメンコが彼について「アレクは代表に招集された時に知ったぐらいで、その時私は彼の試合を見た事すらなかった。ただ彼が来た時、代表の常連になる人材である事は明白であった。彼は恐れを知らずにプレーするんだ。」と述べ、代表の中心選手になると語った。そのエレメンコの予言通り、リングはEURO予選中に代表のレギュラーを掴み取った。代表初得点は2013年3月26日に行われたルクセンブルク代表戦で、この試合は0-3で勝利した。代表2得点目となったのは2017年9月、2018 FIFAワールドカップ・ヨーロッパ予選グループIのアイスランド代表戦で、彼はこの試合で直截フリーキックを決めた。

## 個人
彼はドイツで幼年の長い間を過ごしたが、ドイツ国籍を持っていない。Maali!の2011年3月号で彼はこの事について言及し、「ドイツ国籍を取得する気もないね。フィンランド代表である事は明白なのだから。」と述べている。
既婚で娘が2人いる。

## 個人成績

### クラブ
2017年10月23日現在
| 国内大会個人成績 | 国内大会個人成績     | 国内大会個人成績 | 国内大会個人成績 | 国内大会個人成績 | 国内大会個人成績 | 国内大会個人成績 | 国内大会個人成績 | 国内大会個人成績 | 国内大会個人成績 | 国内大会個人成績 | 国内大会個人成績 |
| 年度             | クラブ               | 背番号           | リーグ           | リーグ戦         | リーグ戦         | リーグ杯         | リーグ杯         | オープン杯       | オープン杯       | 期間通算         | 期間通算         |
| 年度             | クラブ               | 背番号           | リーグ           | 出場             | 得点             | 出場             | 得点             | 出場             | 得点             | 出場             | 得点             |
| フィンランド     | フィンランド         | フィンランド     | フィンランド     | リーグ戦         | リーグ戦         | リーグ杯         | リーグ杯         | オープン杯       | オープン杯       | 期間通算         | 期間通算         |
| ---------------- | -------------------- | ---------------- | ---------------- | ---------------- | ---------------- | ---------------- | ---------------- | ---------------- | ---------------- | ---------------- | ---------------- |
| 2009             | クルビ04             | 28               | ウッコネン       | 15               | 3                | -                | -                | 0                | 0                | 15               | 3                |
| 2010             | クルビ04             | 6                | ウッコネン       | 17               | 6                | -                | -                | 0                | 0                | 17               | 6                |
| 2010             | タンペレU            | 14               | ヴェイッカウス   | 4                | 1                | -                | -                | 0                | 0                | 4                | 1                |
| 2010             | HJK                  | 4                | ヴェイッカウス   | 3                | 0                | -                | -                | 0                | 0                | 3                | 0                |
| 2011             | HJK                  | 4                | ヴェイッカウス   | 24               | 2                | 7                | 3                | 3                | 1                | 34               | 6                |
| ドイツ           | ドイツ               | ドイツ           | ドイツ           | リーグ戦         | リーグ戦         | リーグ杯         | リーグ杯         | DFBポカール      | DFBポカール      | 期間通算         | 期間通算         |
| 2011-12          | ボルシアMG           | 5                | ブンデス         | 8                | 0                | -                | -                | 0                | 0                | 8                | 0                |
| 2012-13          | ボルシアMG           | 5                | ブンデス         | 6                | 0                | -                | -                | 1                | 0                | 7                | 0                |
| 2013-14          | カイザースラウテルン | 6                | ツヴァイテ       | 21               | 0                | -                | -                | 3                | 1                | 24               | 1                |
| 2014-15          | カイザースラウテルン | 6                | ツヴァイテ       | 24               | 6                | -                | -                | 2                | 0                | 26               | 2                |
| 2015-16          | カイザースラウテルン | 6                | ツヴァイテ       | 21               | 0                | -                | -                | 1                | 0                | 22               | 0                |
| 2016-17          | カイザースラウテルン | 6                | ツヴァイテ       | 10               | 0                | -                | -                | 1                | 0                | 11               | 0                |
| アメリカ         | アメリカ             | アメリカ         | アメリカ         | リーグ戦         | リーグ戦         | リーグ杯         | リーグ杯         | USオープン杯     | USオープン杯     | 期間通算         | 期間通算         |
| 2017             | NYC                  | 8                | MLS              | 29               | 0                | -                | -                | 1                | 0                | 30               | 0                |
| 通算             | フィンランド         | フィンランド     | ヴェイッカウス   | 32               | 6                | 7                | 3                | 3                | 1                | 42               | 10               |
| 通算             | フィンランド         | フィンランド     | ウッコネン       | 32               | 9                | -                | -                | 0                | 0                | 32               | 9                |
| 通算             | ドイツ               | ドイツ           | ブンデス         | 14               | 0                | -                | -                | 1                | 0                | 15               | 0                |
| 通算             | ドイツ               | ドイツ           | ツヴァイテ       | 76               | 6                | -                | -                | 7                | 1                | 83               | 7                |
| 通算             | アメリカ             | アメリカ         | MLS              | 29               | 0                | -                | -                | 1                | 0                | 30               | 0                |
| 総通算           | 総通算               | 総通算           | 総通算           | 183              | 21               | 7                | 3                | 10               | 1                | 200              | 25               |

### 代表
代表での得点一覧
| #  | 日附          | 場所                                       | 対戦相手       | 得点 | 結果 | 大会                                             |
| -- | ------------- | ------------------------------------------ | -------------- | ---- | ---- | ------------------------------------------------ |
| 1. | 2013年3月26日 | ルクセンブルク市スタッド・ヨジー・バーテル | ルクセンブルク | 1–0  | 3–0  | 親善試合                                         |
| 2. | 2017年9月2日  | タンペレ・タンペレ・スタジアム             | アイスランド   | 1–0  | 1–0  | 2018 FIFAワールドカップ・ヨーロッパ予選グループI |

| フィンランド代表 | フィンランド代表 | フィンランド代表 |
| 年               | 出場             | 得点             |
| ---------------- | ---------------- | ---------------- |
| 2011             | 6                | 0                |
| 2012             | 7                | 0                |
| 2013             | 9                | 1                |
| 2014             | 7                | 0                |
| 2015             | 5                | 0                |
| 2016             | 8                | 0                |
| 2017             | 1                | 1                |
| 計               | 43               | 2                |

## タイトル

### クラブ
HJK
- ヴェイッカウスリーガ: 2010, 2011
- フィンランド・カップ: 2011

### 個人
- ヴェイッカウスリーガ新人王: 2011[27]

### 代表
フィンランド代表
- バルティックカップ:
  - 銀: 2012
  - 銅: 2014